# اثار بات

## لموقع الأثري
تقع في محافظة الظاهرة شرق ولاية عبري، ويعتبر ثاني موقع يتم إدراجه ضمن قائمة التراث العالمي في سلطنة عمان كمحمية ثقافية في عام 1988.

## نبذة عن آثار بات والخطم والعين
- تتمثل أبرز المواقع الأثرية في بات والخطم والعين في مجموعة من المقابر من الألفية الثالثة قبل الميلاد، وتم إعلانها من التراث العالمي من قبل اليونسكو في عام 1988.
- خلال 3000 قبل الميلاد كانت هناك تجارة مكثفة للنحاس (المستخرج محليًا) والحجر (الديوريت) مع السومريين. وتتكون المقبرة من 100 قبر ومبنى دائري يبلغ قطر كل منها حوالي 20 مترًا.وهذه المباني ليس لها فتحات خارجية، لذلك إلى جانب إمكانية وظيفتها الطقسية، يعتقد أنه تم استخدامها كخزانات أو صوامع.

### الخطم
الآثار الموجودة في الخطم مشتقة من حصن حجري ببرج مصنوع من الصخر يبلغ قطره 20 مترًا (66 قدمًا). وتقع على بعد كيلومترين (1.2 ميل) غرب بات.

### العين
تقع على بعد 22 كيلومترًا (14 ميلاً) جنوب شرق بات.

## أبرز المواقع الأثرية في بات
تضم المواقع الأثرية في بات والخطم والعين مجموعة فريدة من آثار الدفن التي يعود تاريخها إلى 4000-5000 عام، وأبراج وبقايا مستوطنات في شبه الجزيرة العربية.

### عوينة بات
تتميز بموقعها في شمال المدينة وتشتمل على عدد من العيون المائية المتنوعة الموجودة قريبا من بعضها وقد تكون صالحة للاستهلاك الآدمي وبعضها مالح وتعد وجهة سياحية مميزة للسياح الذين يبحثون عن متعة الإستشفاء .

### مستوطنة ومقابر بات
- تقع مواقع قبور بات التاريخية في بات والخطم والعين بمحافظة الظاهرة بولاية عبري. وهي من المواقع الأثرية والتاريخية التي يعود تاريخها إلى القرن الثالث قبل الميلاد وتقع شرقي عبري.
- في الجزء الجنوبي، الموقع عبارة عن مجموعة من القبور المبنية على خطوط تلك الموجودة في أم النار، بينما في الجزء الشمالي تبدو القبور مثل خلايا النحل وتعود إلى الألفية الثالثة قبل الميلاد. وتشبه الهندسة المعمارية المقابر التي بنيت في فترة حفيت.
- تم اكتشاف مقبرة أخرى تحتوي على 100 قبر مبني من الحجر، حيث يظهر التطور من نمط خلية النحل إلى مقابر بنيت خلال فترة أم النار. كما احتوت مقبرة خلية النحل على ما بين مقبرين إلى خمسة مقابر، وقد كانت مقابر أم النار مقابر جماعية.
- تم اكتشاف مقبرة مشابهة بهذا النمط تحتوي على 30 حجرة دفن. وتكمن الأهمية التاريخية لموقع بات في وقوعها عند مفترق طرق طريق تجاري قديم.حيث مرت القوافل المحملة بالبضائع المتجهة إلى وجهات أخرى قريبة عبر بات. كما ضمت مستوطنة بات في قائمة التراث العالمي موقعان آخران: مقابر الخطوم “الوهرة” ووادي العين.

### مقابر وادي العين
- تقع هذه المدافن على بعد حوالي 30 كيلومترًا شمال شرق مستوطنة بات. وتقع مقابر البرج على تلال صخرية عالية على الضفة الشمالية لوادي العين، حيث يصطف 21 قبرًا في خط مستقيم تقريبًا. وهذه المقابر من نفس نمط خلايا النحل مثل قبور مستوطنة بات ويعتقد أيضًا أنها تعود إلى الألفية الثالثة قبل الميلاد.
- مقابر العين مبنية من كتل الحجر الجيري. ويبلغ عرض كل قبر 5 أمتار، ولها مدخل مثلثي يواجه الشرق.

## الخطوم “الوهرة”
- يقع على بعد كيلومترين جنوب غرب مستوطنة بات ويتضمن برجًا تم تشييده خلال الألفية الثالثة قبل الميلاد على قمة تل صغير.
- البرج بيضاوي الشكل وله جداران إضافيان. وتنتشر على التلال المحيطة بالبرج سلسلة من المقابر التي يعود تاريخها إلى الألفية الثالثة قبل الميلاد.

## أبراج العصر البرونزي
- في الألفية الثالثة قبل الميلاد، كانت شبه جزيرة عمان موقعًا لمملكة مهمة تُعرف في النصوص الأكادية باسم “ماجان”، والتي كانت تتاجر على نطاق واسع مع حضارة السند وجنوب إيران ودول الخليج العربي وجنوب بلاد ما بين النهرين.
- تم إجراء الحفريات في هذه المنطقة منذ السبعينيات، على الرغم من أن غالبية الدراسات ركزت على الآثار الجنائزية على حساب آثار المستوطنات.
- تم العثور على الهياكل المحلية من العصر البرونزي محور البحث الحالي في بات، معظم المستوطنات التي يعود تاريخها إلى الألفية الثالثة قبل الميلاد. في عمان والإمارات.
- يتم تعريف أبراج العصر البرونزي من خلال وجود آثار دائرية كبيرة مصنوعة من الطوب اللبن أو الحجر والتي تسمى تقليديًا “الأبراج”.
- يمكن أن تكون هذه الأبراج على هيئة أبنية دفاعية، أو سياسية، أو زراعية، وتمتد إلى الألفية الثالثة قبل فترة الميلاد.

تشمل المواقع الأثرية في بات والخطم والعين مستوطنة ومقابر في شمال عمان تعود إلى العصر البرونزي. وكانت هذه المنطقة جزءًا من إمبراطورية ماجان، التي زودت السومريين بالمواد الخام مثل النحاس (في العراق حاليًا).

### حصن الوردي
- تم بناء الحصن على سفح تلّة توجد في قلب بات، وتتألف من أربع غرفٍ مُحاطةٍ بسورٍ عال، وأكثر ما يميزه احتوائه على بئر ماء.